# Коколајншчак
Коколајншчак (словен. Kokolajnščak) је насељено место у општини Свети Јуриј об Шчавници, Помурска регија, Словенија.

## Историја
До територијалне реорганизације у Словенији био је у саставу старе општине Горња Радгона.

## Становништво
У попису становништва из 2011. године, Коколајншчак је имао 84 становника.
| Број становника према пописима | Број становника према пописима | Број становника према пописима |
| ------------------------------ | ------------------------------ | ------------------------------ |
| 1991                           | 2002                           | 2011                           |
| 84                             | 74                             | 84                             |